# Praskowja Fjodorowna Saltykowa

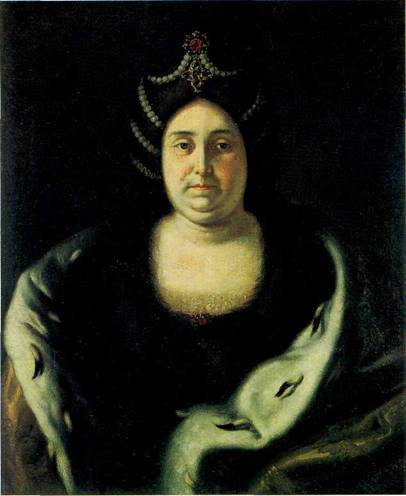
Praskowja Fjodorowna Saltykowa

Praskowja Fjodorowna Saltykowa (russisch Прасковья Федоровна Салтыкова; * 12. Oktoberjul. / 22. Oktober 1664greg.; † 13. Oktoberjul. / 24. Oktober 1723greg.) war Gemahlin von Zar Iwan V.

## Leben
Sie war Tochter von Fjodor Petrowitsch Saltykow und dessen Gemahlin Anna Michailowna Tatitschewa.
Am 9. Januar 1684 wurde sie in Moskau mit Zar Iwan V. vermählt.
Das Paar hatte fünf Kinder:
- Maria (* 24. März 1689; † 14. Februar 1692)
- Feodossija (* 4. Juni 1690; † 12. Mai 1691)
- Katharina Iwanowna (* 20. Oktoberjul. / 30. Oktober 1691greg.; † 14. Juni 1733) – verheiratet 1716 mit Karl-Leopold Herzog von Mecklenburg, Mutter von Anna Leopoldowna
- Anna I. (28. Januarjul. / 7. Februar 1693greg.; † 17. Oktoberjul. / 28. Oktober 1740greg.) – verheiratet 1710 mit Herzog Friedrich-Wilhelm von Kurland (1692–1711), 1711–1730 Herzogin von Kurland, 1730–1740 Zarin von Russland
- Praskowja (* 24. September 1694; † 8. Oktober 1731)

Zarin Praskowja wurde im Alexander Newski-Kloster in St. Petersburg beigesetzt.